# Nichols (Wisconsin)
Nichols è un villaggio degli Stati Uniti d'America, situato in Wisconsin, nella contea di Outagamie.